# Semiothisa tenuilineata
Semiothisa tenuilineata är en fjärilsart som beskrevs av Paul Dognin 1928. Semiothisa tenuilineata ingår i släktet Semiothisa och familjen mätare. Inga underarter finns listade i Catalogue of Life.